# Артленбург
Артленбург (њем. Artlenburg) општина је у њемачкој савезној држави Доња Саксонија. Једно је од 43 општинска средишта округа Линебург. Према процјени из 2010. у општини је живјело 1.630 становника. Посједује регионалну шифру (AGS) 3355003.

## Географски и демографски подаци
Артленбург се налази у савезној држави Доња Саксонија у округу Линебург. Општина се налази на надморској висини од 4 метра. Површина општине износи 11,8 km². У самом мјесту је, према процјени из 2010. године, живјело 1.630 становника. Просјечна густина становништва износи 138 становника/km².